# Gorges de Vikos
Les gorges de Vikos sont un canyon de Grèce. Elles se trouvent en Épire, dans le nord de la Grèce, à 40 km au nord de la ville de Ioannina. La rivière au fond de la gorge est le Voïdomátis.
Elles font partie du Parc national de Vikos – Aoos. 
Plusieurs villages surplombent ce canyon dont Monodendri, Arísti et Pápingo. Au fond des gorges, on trouve en de nombreux endroits des ponts ottomans.
Vikos est classée comme la gorge la plus profonde du monde  par rapport à sa largeur par le Guinness des records. 

## Galerie

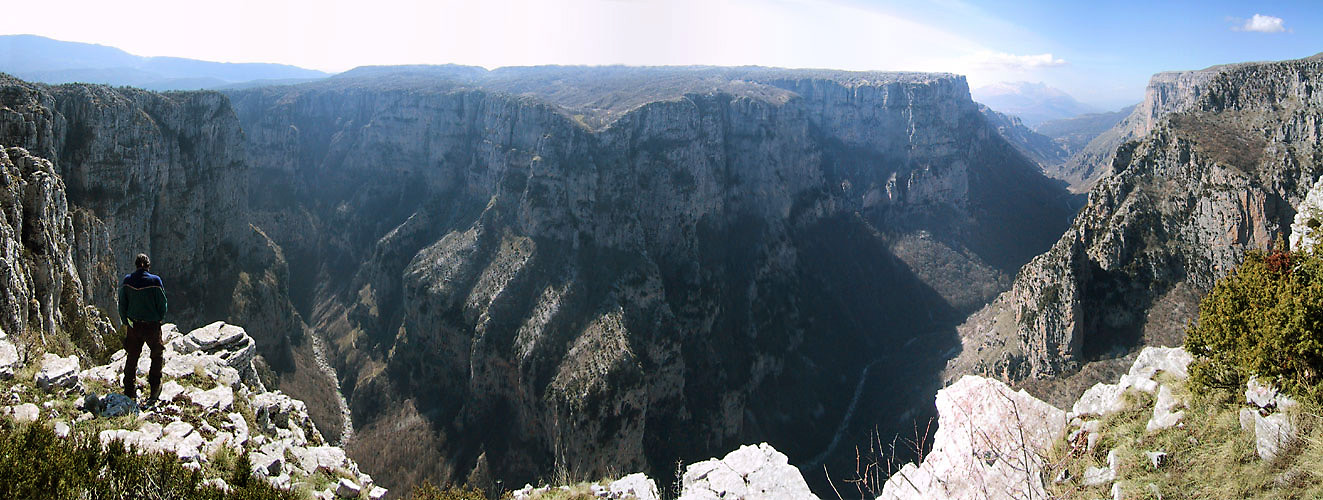
Panoramic view of Vikos Gorge.

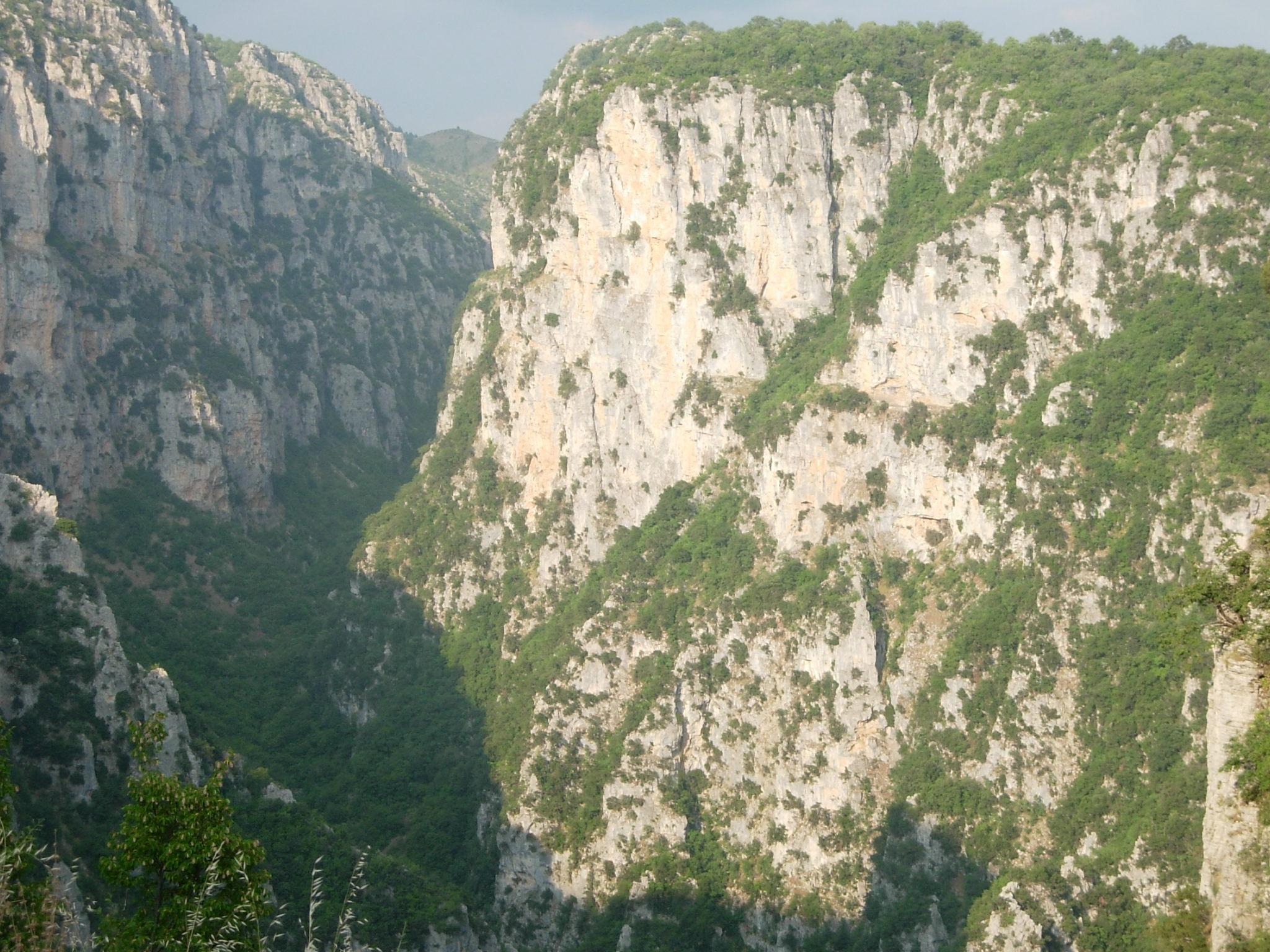
Gorges de Vikos
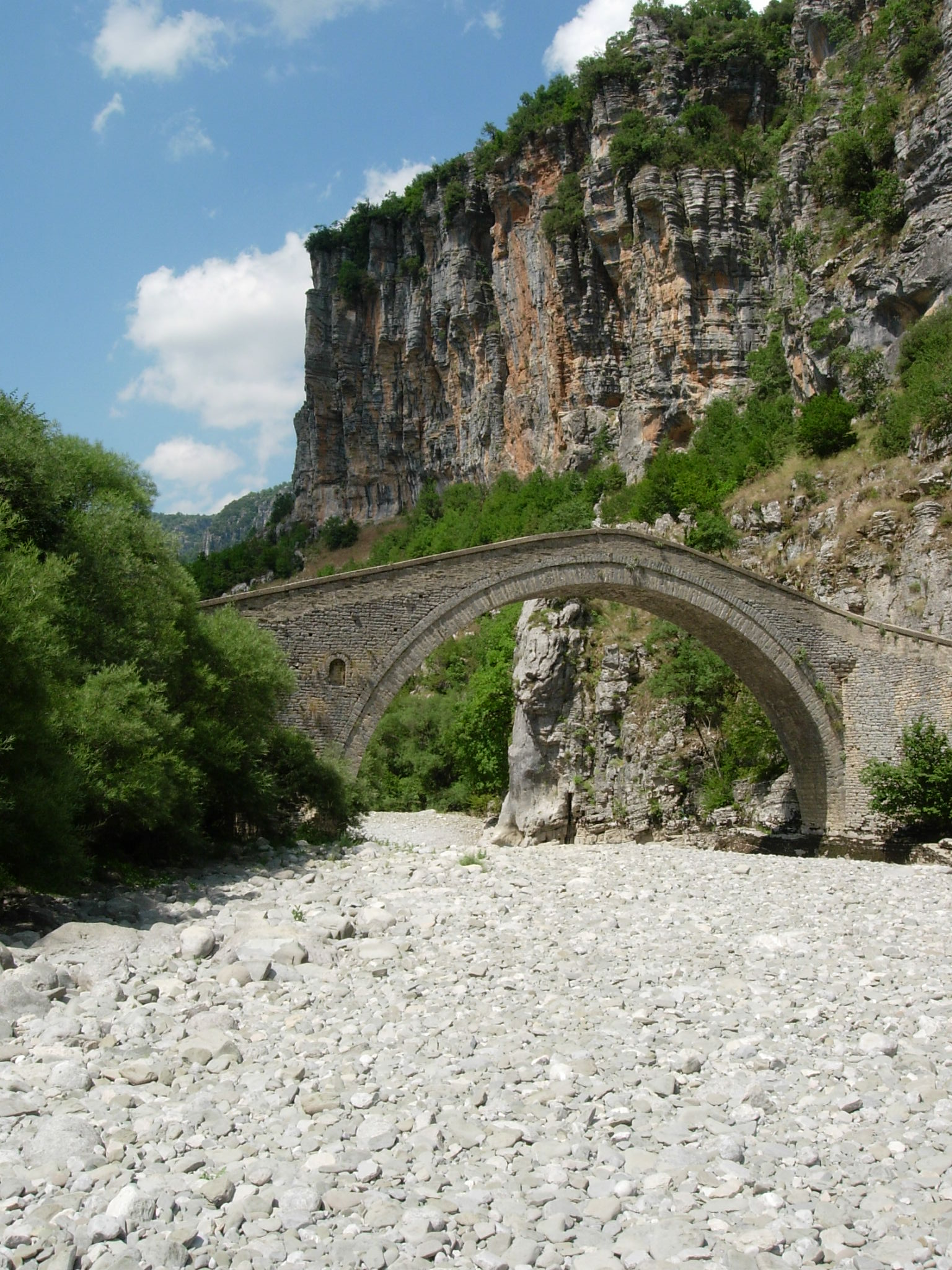
Pont en pierre sur le Voïdomatis
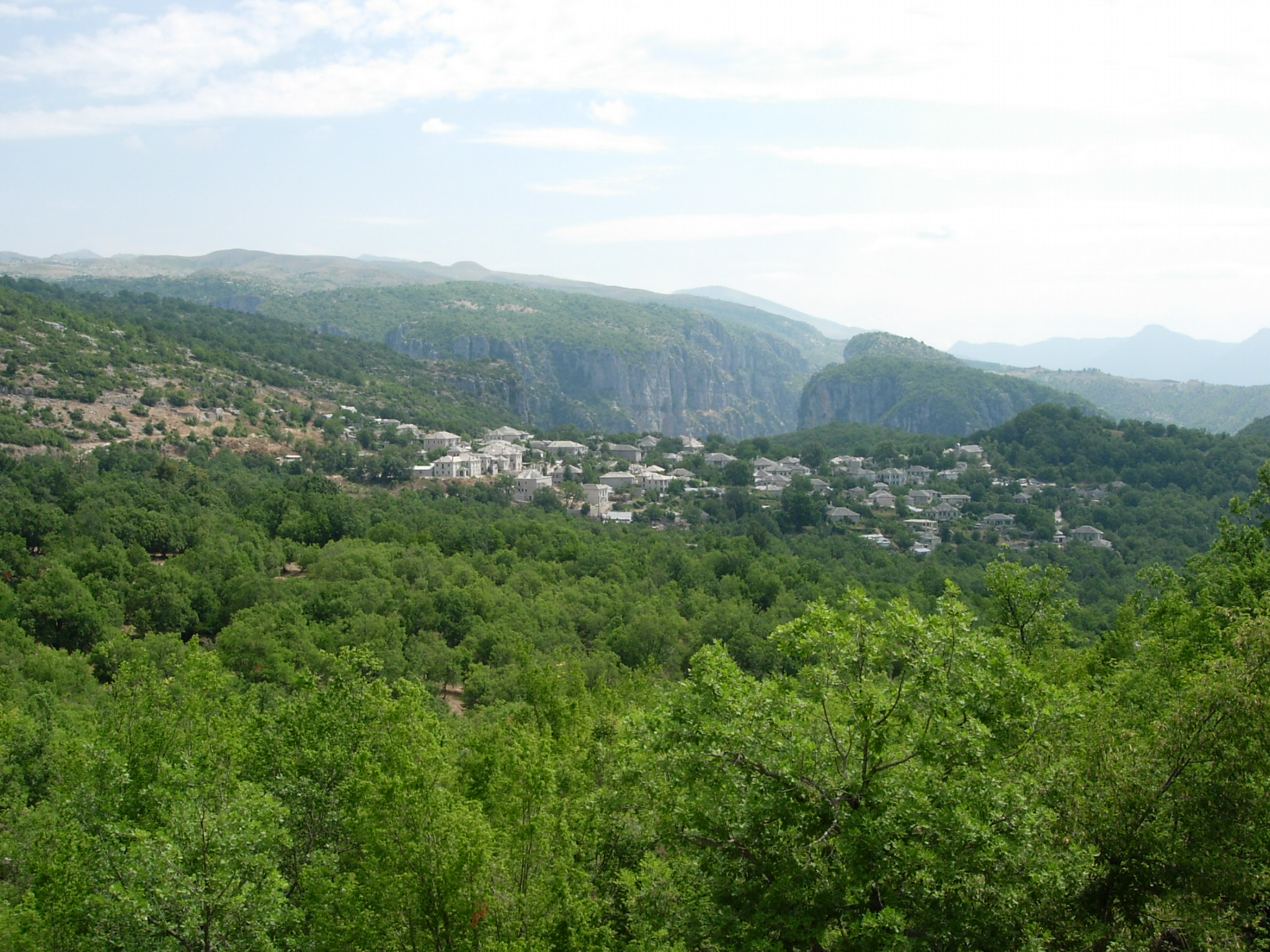
Village de Monodendri